# Sermamagny
Sermamagny és un municipi francès situat al departament del Territori de Belfort i a la regió de Borgonya - Franc Comtat. L'any 2007 tenia 831 habitants.

## Demografia

### Població
El 2007 la població de fet de Sermamagny era de 831 persones. Hi havia 343 famílies de les quals 89 eren unipersonals (24 homes vivint sols i 65 dones vivint soles), 132 parelles sense fills, 106 parelles amb fills i 16 famílies monoparentals amb fills.
La població ha evolucionat segons el següent gràfic:
Habitants censats

### Habitatges
El 2007 hi havia 380 habitatges, 353 eren l'habitatge principal de la família, 9 eren segones residències i 18 estaven desocupats. 340 eren cases i 40 eren apartaments. Dels 353 habitatges principals, 302 estaven ocupats pels seus propietaris, 44 estaven llogats i ocupats pels llogaters i 7 estaven cedits a títol gratuït; 9 tenien dues cambres, 34 en tenien tres, 97 en tenien quatre i 213 en tenien cinc o més. 309 habitatges disposaven pel capbaix d'una plaça de pàrquing. A 146 habitatges hi havia un automòbil i a 179 n'hi havia dos o més.

### Piràmide de població
La piràmide de població per edats i sexe el 2009 era:
| Homes | Edats   | Dones |
| ----- | ------- | ----- |
| 0     | 95 o +  | 0     |
| 0     | 90 a 94 | 0     |
| 20    | 85 a 89 | 4     |
| 4     | 80 a 84 | 8     |
| 4     | 75 a 79 | 20    |
| 32    | 70 a 74 | 28    |
| 12    | 65 a 69 | 16    |
| 28    | 60 a 64 | 28    |
| 24    | 55 a 59 | 16    |
| 24    | 50 a 54 | 44    |
| 32    | 45 a 49 | 32    |
| 56    | 40 a 44 | 44    |
| 28    | 35 a 39 | 36    |
| 24    | 30 a 34 | 28    |
| 16    | 25 a 29 | 12    |
| 20    | 20 a 24 | 16    |
| 28    | 15 a 19 | 44    |
| 56    | 10 a 14 | 36    |
| 12    | 5 a 9   | 16    |
| 16    | 0 a 4   | 12    |

## Economia
El 2007 la població en edat de treballar era de 515 persones, 372 eren actives i 143 eren inactives. De les 372 persones actives 331 estaven ocupades (165 homes i 166 dones) i 39 estaven aturades (20 homes i 19 dones). De les 143 persones inactives 62 estaven jubilades, 43 estaven estudiant i 38 estaven classificades com a «altres inactius».

### Ingressos
El 2009 a Sermamagny hi havia 353 unitats fiscals que integraven 858,5 persones, la mediana anual d'ingressos fiscals per persona era de 20.776 €.

### Activitats econòmiques
Dels 32 establiments que hi havia el 2007, 1 era d'una empresa alimentària, 2 d'empreses de fabricació d'altres productes industrials, 7 d'empreses de construcció, 5 d'empreses de comerç i reparació d'automòbils, 1 d'una empresa de transport, 6 d'empreses d'hostatgeria i restauració, 1 d'una empresa d'informació i comunicació, 2 d'empreses financeres, 1 d'una empresa immobiliària, 2 d'empreses de serveis, 3 d'entitats de l'administració pública i 1 d'una empresa classificada com a «altres activitats de serveis».
Dels 14 establiments de servei als particulars que hi havia el 2009, 2 eren tallers de reparació d'automòbils i de material agrícola, 2 paletes, 2 fusteries, 1 electricista, 6 restaurants i 1 saló de bellesa.
L'únic establiment comercial que hi havia el 2009 era una fleca.

## Equipaments sanitaris i escolars
L'únic equipament sanitari que hi havia el 2009 era una farmàcia.
El 2009 hi havia 1 escola maternal integrada dins d'un grup escolar amb les comunes properes formant una escola dispersa i 1 escola elemental integrada dins d'un grup escolar amb les comunes properes formant una escola dispersa.

## Poblacions més properes
El següent diagrama mostra les poblacions més properes.